# Euchaetis schlechteri
Euchaetis schlechteri là một loài thực vật có hoa trong họ Cửu lý hương. Loài này được Schinz mô tả khoa học đầu tiên năm 1900.